# Kanrin Maru
El Kanrin Maru  (咸臨丸?) fue la primera corbeta de hélice -con vela y máquina de vapor que accionaba una hélice- de Japón (el primer buque de guerra a motor japonés, el Kankō Maru, fue un vapor de ruedas).

## Construcción
El buque fue encargado en Holanda en 1853, el único país occidental con el que Japón mantuvo relaciones diplomáticas durante el período de sakoku (aislamiento). Fue entregada el 21 de septiembre de 1857 por el teniente Willem Huyssen van Kattendijke de la armada holandesa, con el nombre "Japan" . El barco fue usado en la recién creada Escuela Naval de Nagasaki para aumentar el conocimiento de la tecnología de construcción naval occicental.
El navío había sido construido por los astilleros de Fop Smit en Kinderdijk, en Holanda, donde se había construido para la armada holandesa el Bali (un buque de hélice virtualmente idéntico pero con vela tipo goleta). Los buques de vapor a hélice militares habían sido introducidos apenas diez años antes en occidente, siendo el primero el HMS Rattler y, por consiguiente, el Kanrin Maru permitió a Japón adquirir experiencia con algunos de los más novedosos avances en diseño militar naval.

## Embajada japonesa a los EE.UU.
Tres años más tarde, el Bakufu envió al Kanrin Maru en una misión a los Estados Unidos, con la clara intención de hacer ver al mundo que Japón dominaba ahora las técnicas de navegación y la tecnología occidentales. El 9 de febrero de 1860, el Kanrin Maru, capitaneado por Katsu Kaishū, junto con John Manjiro, Fukuzawa Yukichi, y un total de 96 marineros japoneses, más el oficial norteamericano John M. Brooke, zarpó de Uraga hacia San Francisco, acompañado por el Powhatan.  Su objetivo oficial era ratificar el nuevo tratado de amistad, comercio y navegación entre los Estados Unidos y Japón.
Esta sería la segunda embajada japonesa que cruzara el océano Pacífico, unos 250 años después de la que dirigió Hasekura Tsunenaga a México y Europa en 1614, a bordo del galeón San Juan Bautista, construido en Japón.

## Guerra Boshin

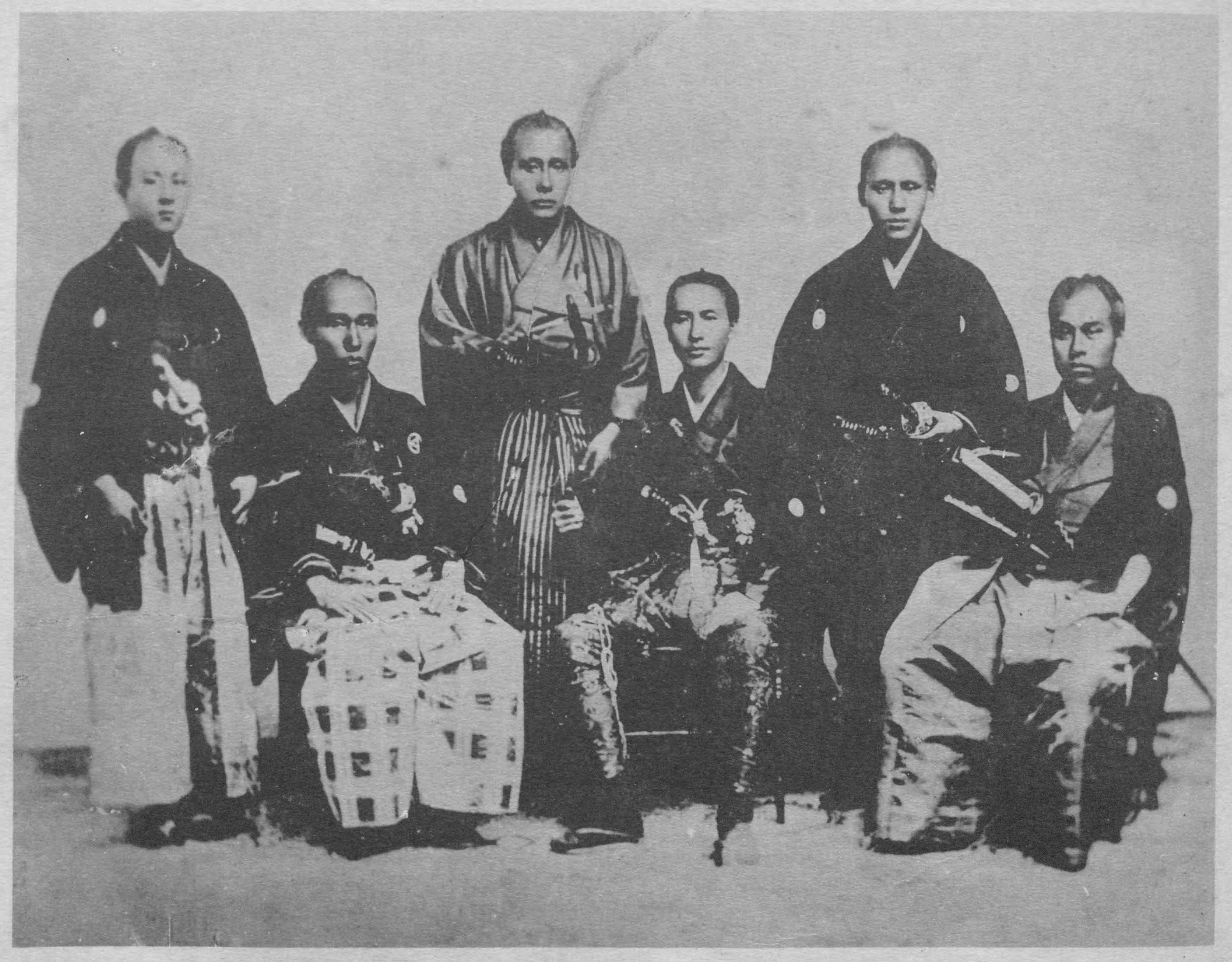
Miembros de la embajada japonesa a los Estados Unidos (1860), que navegaron en el Kanrin Maru y el USS Powhatan. Fukuzawa Yukichi está sentado en el centro.

A finales de 1867, el Bakufu fue atacado por fuerzas pro-imperiales, iniciándose la guerra Boshin, a cuyo término se iniciaría la restauración Meiji. Durante la guerra, el Kanrin Maru estuvo encuadrado en la armada Tokugawa. Hacia el fin del conflicto, en septiembre de 1868, el Kanrin Maru fue uno de los ocho barcos modernos dirigidos por Enomoto Takeaki hacia el norte de Japón, en su intento final de lanzar un contraataque contra los imperiales.
La flota se topó con un tifón en su ruta hacia el norte y el Kanrin Maru, que había sufrido daños, se vio obligado a refugiarse en la bahía de Shimizu, donde fue bombardeado y abordado por las fuerzas imperiales a pesar de llevar bandera blanca. La tripulación fue pasada a cuchillo, y el Kanrin Maru fue capturado.
Enomoto Takeaki se rindió finalmente en mayo de 1869 y, tras el conflicto, el Kanrin Maru fue empleado por el nuevo gobierno imperial para la explotación de la isla de Hokkaidō.
Se perdió debido a un tifón en 1871, en Esashi.

## El Kanrin Maru hoy
El año 1990, se encargó en Holanda la construcción de una réplica del doble de tamaño del original, basada en los planos originales. El barco se pudo ver en el parque temático de Huis Ten Bosch en Kyūshū. Hoy en día es empleado como barco turístico para contemplar los remolinos de Naruto desde la bahía de Minamiawaji.